# محمود شلبي
محمود شلبي (بالعبرية: מחמוד שלבי‏) هو ممثل إسرائيلي، ولد في 19 يوليو 1982 بعكا في إسرائيل.

## أعمال

### أفلام
- (2009) يافا
- (2010) زجاجة في بحر غزة
- (2012) الابن الآخر[2]

## وصلات خارجية
- محمود شلبي على موقع IMDb (الإنجليزية)
- محمود شلبي على موقع ألو سيني (الفرنسية)
- محمود شلبي على موقع أول موفي (الإنجليزية)
- محمود شلبي على موقع قاعدة بيانات الفيلم (الإنجليزية)
- محمود شلبي على موقع كينوبويسك (الروسية)